# Arctia mediopuncta
Arctia mediopuncta är en fjärilsart som beskrevs av Statt. 1939. Arctia mediopuncta ingår i släktet Arctia och familjen björnspinnare. Inga underarter finns listade i Catalogue of Life.